# 2019年アブダビグランプリ
2019年アブダビグランプリ (2019 Abu Dhabi Grand Prix) は、2019年のF1世界選手権第21戦（最終戦）として、2019年12月1日にヤス・マリーナ・サーキットで開催された。
正式名称は「Formula 1 Etihad Airways Abu Dhabi Grand Prix 2019」。

## レース前
タイヤ
- 本レースでピレリが用意するドライタイヤのコンパウンドは、ハード（白）：C3、ミディアム（黄）：C4、ソフト（赤）：C5の柔らかい組み合わせ[2]。

パワーユニット(PU)
- メルセデスは、前戦ブラジルGPでエンジン(ICE)のトラブルによりリタイアしたバルテリ・ボッタスのPUを交換するため、グリッド降格ペナルティが科せられる[3]。
- ホンダは、レッドブル及びトロ・ロッソとの供給契約を2021年まで延長[4]。
- FIAは11月20日、2020年から各マシンに2つの燃料流量センサーを追加しなければいけないという技術指令を通達した[5]。

2020年シーズンの動向
- ウィリアムズは、ジョージ・ラッセルの残留[6]とリザーブドライバーを務めたニコラス・ラティフィの起用を発表[7]。これで2020年に参戦する全チームのドライバーが確定し、新人はラティフィのみ、エステバン・オコンは2年ぶりにF1復帰、ニコ・ヒュルケンベルグとロバート・クビサはシートを喪失することになった[8]。
- スクーデリア・トロ・ロッソは、2019年10月頃にチーム名を変更するを申請し[9]、他チームから合意を得ていたものの正式には確定していなかった。そんななか、決勝前の2019年12月1日付けの暫定のエントリーリストにて「スクーデリア・トロ・ロッソ」の名称が「スクーデリア・アルファタウリ」に変更された内容で発表された[10]。あくまで名称変更なため、体制面については変更はないと思われるが、これ以降の再変更がなかった場合、本レースが「スクーデリア・トロ・ロッソ」としての最後のレースとなる。

その他
- 前戦ブラジルGPを欠席したメルセデスのトト・ヴォルフチーム代表が復帰[11]。

## エントリー
レギュラーシートは前戦ブラジルGPから変更なし。金曜午前のFP1のみ出走するドライバーはなし。2020年のF1世界選手権に参加しないことが決まっているニコ・ヒュルケンベルグとロバート・クビサは、ひとまず本レースが最後の出走となる。なお、本年はレッドブルとトロ・ロッソの間での移籍というドライバー交代はあったが、エントリーリストに掲載された20名全員がフル参戦を果たしたこととなる。

## フリー走行
FP1（金曜午前）
- 気温25度、路面温度35度、ドライコンディション

既にドライバーズ3連覇を決めているルイス・ハミルトンは、セッション前半にカーナンバー「1」を付けて走行した。チームメイトのバルテリ・ボッタスは新たに4基目のエンジン(ICE)、ターボチャージャー(TC)、MGU-Hが投入されて後方グリッドへの降格が確定したが、唯一の1分36秒台となる1分36秒957でトップタイムを記録した。残り30分にダニエル・リカルド（ルノー）が最終コーナー手前で激しく煙を吹き、マシンをストップさせた。この時、リカルドの後方を走っていたピエール・ガスリーはオイルを浴びてしまったが影響はなかった。コース上に大量のオイルが撒かれたことにより赤旗が出され、オイルの処理により約10分間中断した。残り2分にセバスチャン・ベッテルがターン19でスピンを喫し、左リアタイヤをウォールに激しくヒットさせてマシンを止めた。これにより赤旗が出され、セッションはそのまま終了した。ベッテルはギアボックスの交換が必要となったが、レース用のギアボックスではないためグリッド降格ペナルティの対象にはならない。
FP2（金曜午後）
- 気温25度、路面温度30度、ドライコンディション

セッションが30分を過ぎた頃、ソフトタイヤでアタックを開始したシャルル・ルクレールがターン19の縁石でマシンを滑らせてしまい、右側の前後両方のタイヤをウォールにヒットしたがマシンにダメージはなく、タイヤ交換のみでコースへ復帰した。このセッションでもメルセデス勢が速さを見せ、ボッタスが1分36秒256でトップタイム、ハミルトンが1分36秒634で2番手と1-2体制を築いた。セッション後半は各車ロングランテストに切り替え残り20分を切った頃、ターン11でロマン・グロージャン（ハース)とボッタスが接触し、コース上にはパーツが散らばったため赤旗が出された。残り12分でセッションは再開され、ボッタスのマシンは素早く修復されてコースに復帰することができたが、グロージャンを追い越そうとした行為について戒告処分が科された。グロージャンは1つしかない最新仕様のフロアを失ったため、土曜以降は以前の仕様に戻す羽目になった。
FP3（土曜午前）
- 気温26度、路面温度40度、ドライコンディション

メルセデスはボッタスの新しいPUにニューマチックリークを発見したため、さらに5基目のICE、ターボ、MGU-H、3基目のMGU-Kに交換した。

## 予選
2019年11月30日 17:00 GST(UTC+4)
- 気温26度、路面温度32度、ドライコンディション

ルイス・ハミルトンが第11戦ドイツGP以来10戦ぶりのポールポジションを獲得した。チームメイトのバルテリ・ボッタスは2番手となったが、PU交換により最後尾グリッドからスタートするため、予選3番手のマックス・フェルスタッペンがフロントローに繰り上がった。フェラーリ勢はシャルル・ルクレールは4番手、セバスチャン・ベッテルは5番手と2列目に甘んじたベッテルはQ2でソフトタイヤによってベストタイムを記録し、上位勢で唯一ソフトタイヤでのスタートを選択した。

### 予選結果
| 順位                | No. | ドライバー                   | コンストラクター                   | Q1       | Q2       | Q3       | Grid |
| ------------------- | --- | ---------------------------- | ---------------------------------- | -------- | -------- | -------- | ---- |
| 1                   | 44  | ルイス・ハミルトン           | メルセデス                         | 1:35.851 | 1:35.634 | 1:34.779 | 1    |
| 2                   | 77  | バルテリ・ボッタス           | メルセデス                         | 1:36.200 | 1:35.674 | 1:34.973 | 20 1 |
| 3                   | 33  | マックス・フェルスタッペン   | レッドブル-ホンダ                  | 1:36.390 | 1:36.275 | 1:35.139 | 2    |
| 4                   | 16  | シャルル・ルクレール         | フェラーリ                         | 1:36.478 | 1:35.543 | 1:35.219 | 3    |
| 5                   | 5   | セバスチャン・ベッテル       | フェラーリ                         | 1:36.963 | 1:35.786 | 1:35.339 | 4    |
| 6                   | 23  | アレクサンダー・アルボン     | レッドブル-ホンダ                  | 1:36.102 | 1:36.718 | 1:35.682 | 5    |
| 7                   | 4   | ランド・ノリス               | マクラーレン-ルノー                | 1:37.545 | 1:36.764 | 1:36.436 | 6    |
| 8                   | 3   | ダニエル・リカルド           | ルノー                             | 1:37.106 | 1:36.785 | 1:36.456 | 7    |
| 9                   | 55  | カルロス・サインツ           | マクラーレン-ルノー                | 1:37.358 | 1:36.308 | 1:36.459 | 8    |
| 10                  | 27  | ニコ・ヒュルケンベルグ       | ルノー                             | 1:37.506 | 1:36.859 | 1:36.710 | 9    |
| 11                  | 11  | セルジオ・ペレス             | レーシング・ポイント-BWTメルセデス | 1:36.961 | 1:37.055 |          | 10   |
| 12                  | 10  | ピエール・ガスリー           | トロ・ロッソ-ホンダ                | 1:37.198 | 1:37.089 |          | 11   |
| 13                  | 18  | ランス・ストロール           | レーシング・ポイント-BWTメルセデス | 1:37.528 | 1:37.103 |          | 12   |
| 14                  | 26  | ダニール・クビアト           | トロ・ロッソ-ホンダ                | 1:37.683 | 1:37.141 |          | 13   |
| 15                  | 20  | ケビン・マグヌッセン         | ハース-フェラーリ                  | 1:37.710 | 1:37.254 |          | 14   |
| 16                  | 8   | ロマン・グロージャン         | ハース-フェラーリ                  | 1:38.051 |          |          | 15   |
| 17                  | 99  | アントニオ・ジョヴィナッツィ | アルファロメオ-フェラーリ          | 1:38.114 |          |          | 16   |
| 18                  | 7   | キミ・ライコネン             | アルファロメオ-フェラーリ          | 1:38.383 |          |          | 17   |
| 19                  | 63  | ジョージ・ラッセル           | ウィリアムズ-メルセデス            | 1:38.717 |          |          | 18   |
| 20                  | 88  | ロバート・クビサ             | ウィリアムズ-メルセデス            | 1:39.236 |          |          | 19   |
| 107% time: 1:42.561 |     |                              |                                    |          |          |          |      |
| ソース:             |     |                              |                                    |          |          |          |      |

追記
- ^1 - ボッタスはFP1で年間最大基数を超えるパワーユニット交換（4基目のエンジン(ICE)/ターボチャージャー(TC)/MGU-H）を行い、降格グリッド数が15を超えたため後方グリッドに降格[15][26]。その後FP3にも追加のパワーユニット交換（5基目のICE/TC/MGH-H、3基目のMUG-K）を行った[21][27]

## 決勝
2019年12月1日 17:10 GST(UTC+4)
- 気温27度、路面温度31度、ドライコンディション

ポールポジションのルイス・ハミルトンが一度も首位を譲らずポール・トゥ・ウィンで今季11勝目を挙げ、ファステストラップも記録してミハエル・シューマッハの記録を抜く歴代単独2位となるグランドスラムを達成した。2位はマックス・フェルスタッペンでホンダPU勢は3戦連続の表彰台を獲得した。3位のシャルル・ルクレールは最後尾グリッドから追い上げたバルテリ・ボッタスの追撃を振り切り表彰台を獲得した。

### レース結果
| 順位    | No. | ドライバー                   | コンストラクター                   | 周回数 | タイム/リタイア原因 | Grid | Pts.  |
| ------- | --- | ---------------------------- | ---------------------------------- | ------ | ------------------- | ---- | ----- |
| 1       | 44  | ルイス・ハミルトン           | メルセデス                         | 55     | 1:34:05.715         | 1    | 26 FL |
| 2       | 33  | マックス・フェルスタッペン   | レッドブル-ホンダ                  | 55     | +16.772             | 2    | 18    |
| 3       | 16  | シャルル・ルクレール         | フェラーリ                         | 55     | +43.435             | 3    | 15    |
| 4       | 77  | バルテリ・ボッタス           | メルセデス                         | 55     | +44.379             | 20   | 12    |
| 5       | 5   | セバスチャン・ベッテル       | フェラーリ                         | 55     | +1:04.357           | 4    | 10    |
| 6       | 23  | アレクサンダー・アルボン     | レッドブル-ホンダ                  | 55     | +1:09.205           | 5    | 8     |
| 7       | 11  | セルジオ・ペレス             | レーシング・ポイント-BWTメルセデス | 54     | +1 Lap              | 10   | 6     |
| 8       | 4   | ランド・ノリス               | マクラーレン-ルノー                | 54     | +1 Lap              | 6    | 4     |
| 9       | 26  | ダニール・クビアト           | トロ・ロッソ-ホンダ                | 54     | +1 Lap              | 13   | 2     |
| 10      | 55  | カルロス・サインツ           | マクラーレン-ルノー                | 54     | +1 Lap              | 8    | 1     |
| 11      | 3   | ダニエル・リカルド           | ルノー                             | 54     | +1 Lap              | 7    |       |
| 12      | 27  | ニコ・ヒュルケンベルグ       | ルノー                             | 54     | +1 Lap              | 9    |       |
| 13      | 7   | キミ・ライコネン             | アルファロメオ-フェラーリ          | 54     | +1 Lap              | 17   |       |
| 14      | 20  | ケビン・マグヌッセン         | ハース-フェラーリ                  | 54     | +1 Lap              | 14   |       |
| 15      | 8   | ロマン・グロージャン         | ハース-フェラーリ                  | 54     | +1 Lap              | 15   |       |
| 16      | 99  | アントニオ・ジョヴィナッツィ | アルファロメオ-フェラーリ          | 54     | +1 Lap              | 16   |       |
| 17      | 63  | ジョージ・ラッセル           | ウィリアムズ-メルセデス            | 54     | +1 Lap              | 18   |       |
| 18      | 10  | ピエール・ガスリー           | トロ・ロッソ-ホンダ                | 53     | +2 Laps             | 11   |       |
| 19      | 88  | ロバート・クビサ             | ウィリアムズ-メルセデス            | 53     | +2 Laps             | 19   |       |
| Ret     | 18  | ランス・ストロール           | レーシング・ポイント-BWTメルセデス | 45     | 接触                | 12   |       |
| ソース: |     |                              |                                    |        |                     |      |       |

ファステストラップ
- ルイス・ハミルトン - 1:39.283（53周目）

ラップリーダー
太字は最多ラップリーダー
- ルイス・ハミルトン - 55周 (全周回)

追記
- ^FL - ファステストラップの1点を含む-

## ランキング
|         | 順位 | ドライバー                 | ポイント |
| ------- | ---- | -------------------------- | -------- |
|         | 1    | ルイス・ハミルトン         | 413      |
|         | 2    | バルテリ・ボッタス         | 326      |
|         | 3    | マックス・フェルスタッペン | 278      |
|         | 4    | シャルル・ルクレール       | 264      |
|         | 5    | セバスチャン・ベッテル     | 240      |
| ソース: |      |                            |          |

|         | 順位 | コンストラクター    | ポイント |
| ------- | ---- | ------------------- | -------- |
|         | 1    | メルセデス          | 739      |
|         | 2    | フェラーリ          | 504      |
|         | 3    | レッドブル-ホンダ   | 417      |
|         | 4    | マクラーレン-ルノー | 145      |
|         | 5    | ルノー              | 91       |
| ソース: |      |                     |          |

- 注：ドライバー、コンストラクター共にトップ5のみ表示。